# Jeniffer Oliveira
Jeniffer Oliveira (Belo Horizonte, Minas Gerais, 30 de setembro de 1998) é uma atriz brasileira conhecida por viver a Flora em Malhação: Vidas Brasileiras.

## Biografia
Natural de Belo Horizonte, estreou na carreira artística em 2005 participando de desfiles. No ano seguinte, começou a ser vista em comerciais. Em 2008, estreou na Globo no programa Casos e Acasos.
Sua primeira novela foi Tempos Modernos, em 2010. Em 2012, atuou no seriado As Brasileiras e dois anos mais tarde, em Milagres de Jesus. Na novela Rock Story (2017) viveu a Ruiva. Também já esteve no cinema, atuando em filmes como Nosso Lar e Detetives do Prédio Azul.
No teatro, integrou o elenco de peças como Voos do Horizonte, A Bela e a Fera e O Mundo Encantadod e Clara.

## Filmografia

### Cinema
| Ano  | Título                          | Personagem |
| ---- | ------------------------------- | ---------- |
| 2009 | Uma Professora Muito Maluquinha | Madalena   |
| 2010 | Nosso Lar                       | Clarice    |
| 2017 | Detetives do Prédio Azul        | Leocádia   |

### Televisão
| Ano       | Título                      | Personagem                    |
| --------- | --------------------------- | ----------------------------- |
| 2008      | Casos e Acasos              | Vários papéis                 |
| 2010      | Tempos Modernos             | Maria Clara Cordeiro Bodanski |
| 2011      | Dilemas de Irene            | Juliana                       |
| 2012      | As Brasileiras              | Suzana                        |
| 2014      | Milagres de Jesus           | Telma                         |
| 2017      | Rock Story                  | Ginger Girl                   |
| 2018-2019 | Malhação: Vidas Brasileiras | Flora Fortes                  |